# Écoron
Der Écoron ist ein kleiner Fluss in Frankreich, der überwiegend im Département Loire in der Region Auvergne-Rhône-Alpes verläuft. Er entspringt im östlichen Gemeindegebiet von Machézal, entwässert generell  Richtung Nordwest und mündet nach rund 16 Kilometern im Gemeindegebiet von Neaux als linker Nebenfluss in den Rhins. Im Oberlauf bildet der Écoron auf einer Strecke von etwa zwei Kilometern die Grenze zum benachbarten Département Rhône.

## Orte am Fluss
(Reihenfolge in Fließrichtung)
- Les Arrières, Gemeinde Machézal
- Baligage, Gemeinde Amplepuis
- Sarron, Gemeinde Fourneaux
- Montgalland, Gemeinde Saint-Symphorien-de-Lay
- Lay
- Neaux

## Sehenswürdigkeiten
- Château de Sarron, Burg/Schloss mit Ursprüngen aus dem 14. Jahrhundert am Flussufer bei Fourneaux – Monument historique[4]